# Francisco Casavella
Francisco Casavella (* 15. Oktober 1963 als Francisco García Hortelano  in Barcelona; † 17. Dezember 2008 ebenda) war ein spanischer Schriftsteller.
Für seinen ersten Roman El Triunfo (1990) erhielt Casavella 1991 den Premio Tigre Juan, für seinen Roman Lo que sé de los vampiros wurde er 2008 mit dem Nadal-Literaturpreis ausgezeichnet. Mehrere seiner Romane wurden in Spanien verfilmt.
Er starb im Alter von 45 Jahren an den Folgen eines Herzinfarktes.

## Werke
- Der Tag des Watussi. Verwegene Spiele, Kiepenheuer & Witsch 2004, ISBN 3-462-03366-2
  - als TB: Verwegene Spiele: Barcelona-Roman, Fischer Frankfurt 2007, ISBN 3-596-17245-4

### Spanisch
- El triunfo (1990, Versal) – Premio Tigre Juan 1991
- Quédate (1993, Ediciones B)
- Un enano español se suicida en Las Vegas (1997, Anagrama)
- El secreto de las fiestas (1997, Anaya)
- El día del Watusi. Los juegos feroces (2002, Mondadori)
- El día del Watusi. Viento y joyas (2002, Mondadori)
- El día del Watusi. El idioma imposible (2003, Mondadori)
- Lo que sé de los vampiros (2008, Destino) – Nadal-Literaturpreis 2008